# 1499
Cette page concerne l'année 1499  du calendrier julien.
L'année 1499 est une année commune qui commence un mardi.

## Asie
- Chine : révolte de Mi Lu, la chef d'une tribu Yi dans le Guizhou (1499-1502)[1].
- sd : Dernière ambassade en Chine du Majapahit (Java)[2].
- sd : Le cheïkh safavieh Ismail Ier reprend Ardabil aux Aq Qoyunlu. Des milliers de Turkmènes rallient sa cause, les Qizilbash[3].

## Explorations européennes d'outremer et Amérique

### Explorations portugaises: retour de Vasco de Gama de Calicut
En mai 1498, Vasco de Gama a établi la première liaison entre Lisbonne et Calicut en contournant le cap de Bonne-Espérance. Il repart vers le Portugal à la fin de l'année 1498.
- 3 janvier : Vasco de Gama bombarde Mogadiscio[4].
- fin août ou début septembre : Vasco de Gama rentre à Lisbonne[5]. L’accueil est triomphal. Dans une lettre à Rome, Manuel Ier de Portugal se donne les titres de « Seigneur de Guinée, de la conquête, de la navigation et du commerce d’Éthiopie, d’Arabie et d’Inde ».

### Explorations castillanes en Amérique

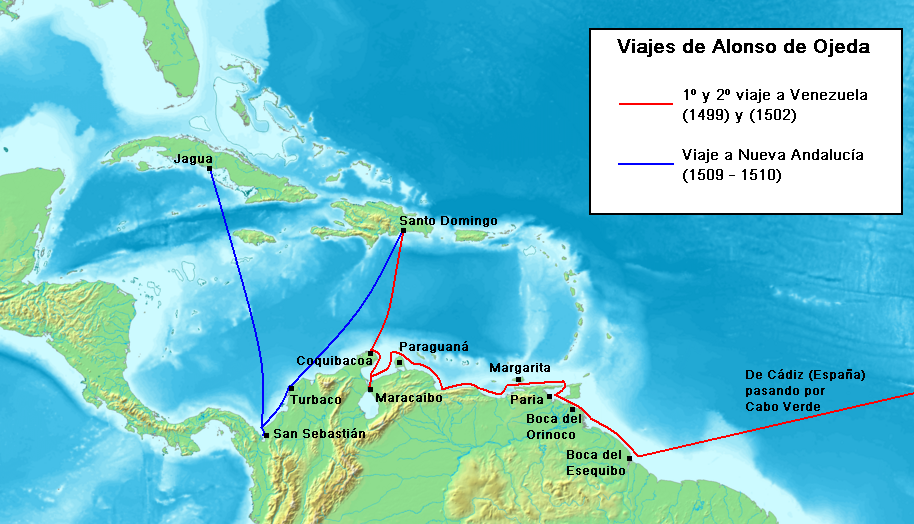
Voyages d’Alonso de Ojeda

- 16 mai : départ de Cadix de l'expédition d’Alonso de Ojeda, Juan de la Cosa et d’Amerigo Vespucci le long des côtes du Venezuela et de Guyane.
- sd : Ils atteignent la côte nord de l'actuel Brésil (retour le 8 septembre 1500)[6].
- 19 novembre : Vicente Pinzón part de Palos de la Frontera ; en Amérique du Sud, il navigue de la Guyane à l’embouchure de l’Amazone(retour : 20 janvier 1500)[7].

## Europe

### France (règne de Louis XII)

#### Événements divers
- 7 janvier : venu à Nantes pour épouser la duchesse Anne, veuve de Charles VIII, Louis XII reconnaît les libertés traditionnelles du duché de Bretagne[8]. Il montre une rare clémence vis-à-vis de ses anciens adversaires[pas clair].
- 8 janvier : mariage de Louis XII avec Anne de Bretagne[8].

- Février : François d'Angoulême (cousin du roi et héritier présomptif) est fait duc de Valois[9].
- Avril : création du Parlement de Rouen[10].
- 25 octobre, Paris : effondrement du pont Notre-Dame, qui est reconstruit en pierre[11].

#### Deuxième guerre d'Italie
Estimant qu'il a des droits, en tant que petit-fils de Valentine Visconti, sur le duché de Milan, gouverné par Ludovic Sforza, Louis XII lance la France dans une deuxième expédition en Italie, après avoir négocié la neutralité ou l'appui d'autres puissances.
- 9 février : traité de Blois entre Louis XII et la république de Venise et la république de Florence[réf. nécessaire]. Venise annexe Crémone[12].
- 16 mars : traité de Lucerne entre Louis XII et les cantons suisses confédérés[13].
- sd : le roi de France s'allie également avec le duc de Savoie et le pape et lève 23 000 hommes, dont 5000 Suisses.

- 18 juillet : l'armée française, commandée par le condottiere Jacques de Trivulce, maréchal de France, entre dans le duché de Milan[14].
- 14 septembre : chute du château de Milan. Ludovic Sforza quitte Milan.
- 6 octobre : Louis XII entre dans Milan et nomme Trivulce gouverneur, mais celui-ci se rend rapidement impopulaire[15].
- sd : Milan étant un fief d'Empire, Maximilien Ier intervient[réf. nécessaire].
- 26 octobre : attaquée par Louis XII, la république de Gênes se soumet au roi de France[16] (fin en 1512), qui nomme Philippe de Clèves gouverneur de la ville (fin en 1506).
- 9[17] et 19 décembre[18] : César Borgia prend Imola et Forlì.
- sd : Occupation partielle de la Corse (dépendance de Gênes) par l'armée française (fin en 1511)[19].

### Péninsule italienne (pontificat d'Alexandre VI)
- 6 avril : arbitrage d'Hercule Ier d'Este, duc de Ferrare, dans le conflit qui oppose Venise et Florence sur la question de Pise. La ville doit revenir à Florence contre des indemnités versées à Venise pour qu'elle retire ses troupes[20].

### Castille et Aragon (règnes d'Isabelle de Castille et de Ferdinand II d'Aragon)
- 4 mars : les Rois Catholiques Ferdinand et Isabelle, par l'édit de Medina del Campo, ordonnent aux Gitans de renoncer à la vie nomade[21] (entre 1499 et 1783, une douzaine de lois au moins sont promulguées en Espagne pour interdire le costume, la langue et les coutumes rom).
- 13 juin : Francisco Jiménez de Cisneros, archevêque de Tolède, fonde[22] l’université d'Alcalá de Henares[23]. Il y fait enseigner la théologie, le grec ancien, l’hébreu par des érudits de l'université de Salamanque et de l'université de Paris.
- 30 avril : fondation de l'université de Valence[24].
- 18 décembre : la mosquée de l'Albaicín de Grenade est convertie en église. Francisco Jiménez de Cisneros fait brûler les manuscrits arabes[25].
- sd : Il obtient par contrainte la conversion de 3000 musulmans.
- sd : cela provoque le premier soulèvement des Morisque dans les Alpujarras (fin en 1501). Leur rechristianisation sera effectuée sous la contrainte[pas clair][26].

### Portugal (règne de Manuel Ier)
- 20 et 22 avril : décrets royaux interdisant aux nouveaux chrétiens de quitter le Portugal avec leur famille[27].
- sd : Émeutes populaires contre les conversos au Portugal[28].

### Angleterre (règne de Henri VII)
- 23 novembre : exécution de Perkin Warbeck, prétendant au trône d'Angleterre par Henri VII d'Angleterre[29].
- 28 novembre : le comte de Warwick condamné à mort, est exécuté pour complot (entretien d’une armée privée)[30]. Ses biens sont confisqués au profit de la couronne d'Angleterre.

### Saint-Empire (règne de Maximilien d'Autriche)

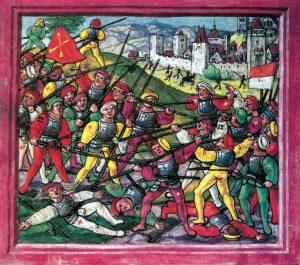
22 mars, guerre de Souabe : combat du Bruderholz

- 20 janvier : début de la guerre de Souabe entre les Confédérés suisses et la maison de Habsbourg (fin le 22 septembre)[13].
- 22 juillet : victoire des Suisses contre Maximilien d'Autriche et la ligue de Souabe à Dornach[31].
- 22 septembre : traité de Bâle marquant l'indépendance de fait des cantons suisses vis-à-vis de la maison de Habsbourg et du Saint-Empire romain germanique[13].

### Pologne et Lituanie, Hongrie
- 14 avril[32] : Traité de Cracovie[33]. La Pologne et la Hongrie reconnaissent l’indépendance de la Moldavie.

### Empire ottoman: la guerre vénéto-ottomane
- 16 juin : la flotte ottomane passe les Dardanelles et avance vers Ténédos. L'arrestation des sujets vénitiens dans les possessions ottomanes provoque la guerre des Ottomans contre Venise en Morée (fin en 1502)[34].

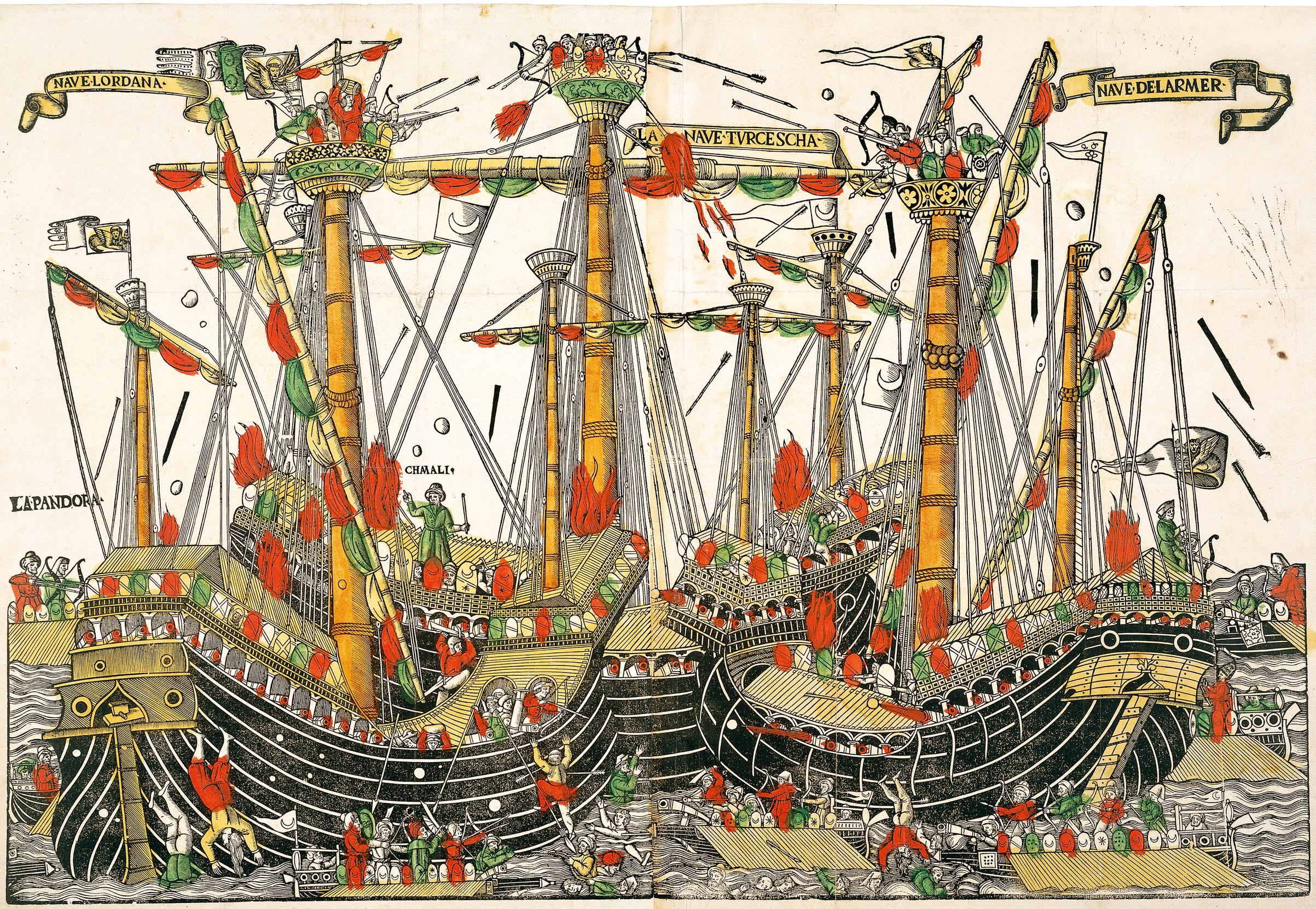
12-25 août : bataille de Zonchio

- 12-25 août : victoire navale des Turcs de Kemal Reis sur la flotte vénitienne conduite par Antonio Grimani à la bataille de Zonchio (en) (Port-de-Jonc, Navarin) également connu sous le nom de la bataille de Sapienza ou de première bataille de Lépante, sur la côte occidentale de la Grèce, à l'entrée du golfe de Coron[34].
- Après Zonchio, des marins turcs ravagent la côte dalmate jusqu'à l'Istrie[35].
- 29 août : la forteresse de Lépante tombe aux mains des Turcs après le retrait de la flotte vénitienne à Corfou[36].

### Moscovie
- Les princes de Novgorod-Severski et de Tchernigov se rallient à Moscou[37].

## Naissances en 1499
- 31 mars : Jean-Ange de Médicis, futur pape Pie IV (mort en 1565)
- 13 octobre : Claude de France, duchesse de Bretagne

- Francisco Marroquín, philosophe, premier évêque de Guatemala[38].
- Michiel Coxcie, peintre flamand (mort en 1592).
- Joachim Sterck van Ringelbergh (mort vers 1531), humaniste, mathématicien et astrologue flamand.
- Niccolo Fontana Tartaglia (mort en 1557), mathématicien italien.

## Décès en 1499
- 6 janvier : Jean de Longueval, gouverneur d'Arleux, conseiller et chambellan du duc de Bourgogne puis de Louis XI, capitaine des archers d'Antoine de Bourgogne. (° v. 1438).
- 29 août : Alesso Baldovinetti, peintre et mosaïste florentin. (° 1425).
- 1er octobre : Marsile Ficin (Marsilio Diotifeci, dit Marsilio Ficino), philosophe platonicien, humaniste et théologien toscan célèbre pour ses commentaires de Platon, il fut le maître de l’école platonicienne de Florence. (° 1433).